# 시바쓰촌
시바쓰촌(芝津村)은 일본 후쿠오카현 기쿠군에 설치되었던 촌이다. 현재의 기타큐슈시 고쿠라미나미구의 일부에 해당한다.